# Harry Bresslau

Ehepaar Carry und Harry Bresslau

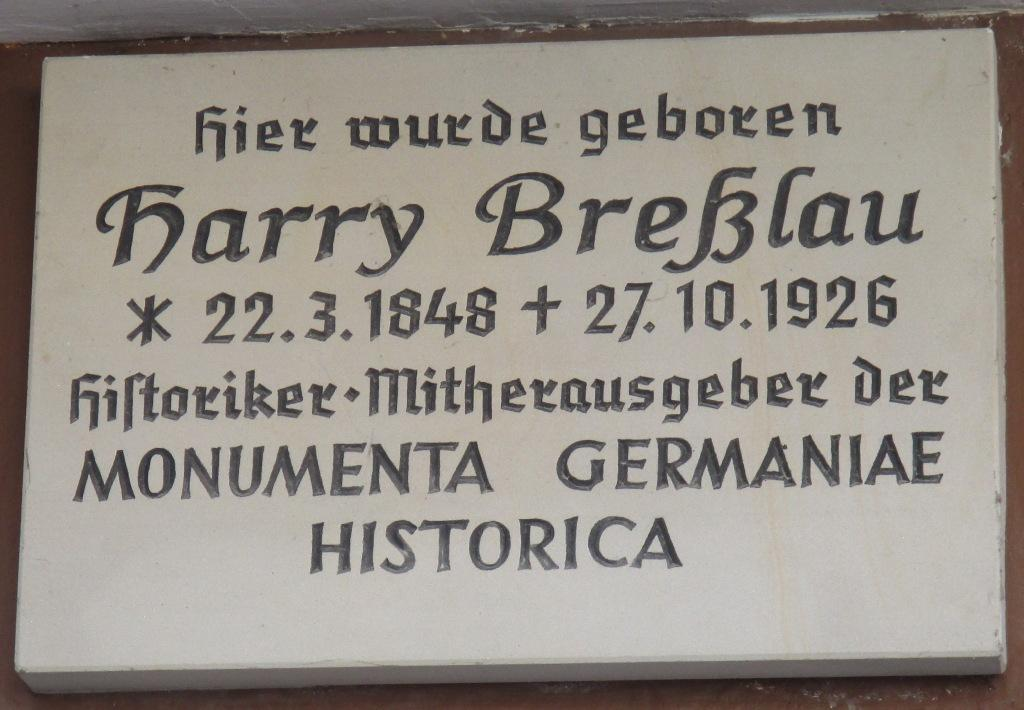
Gedenktafel am Standort des Geburtshauses in Dannenberg (Münzstraße)

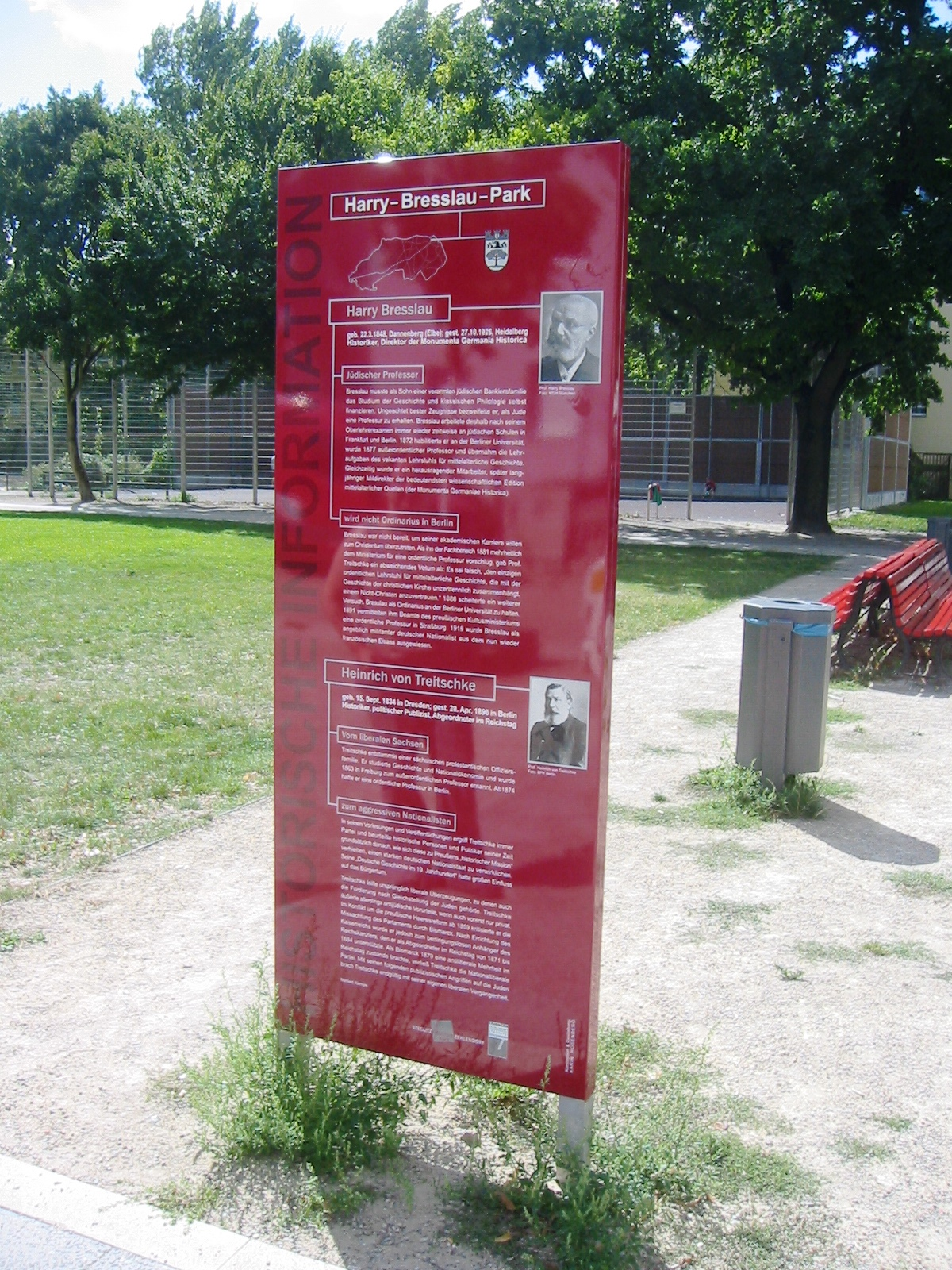
Infostele im Harry-Bresslau-Park

Harry Bresslau (ursprünglich Breßlau; * 22. März 1848 in Dannenberg/Elbe; † 27. Oktober 1926 in Heidelberg) war ein deutscher Historiker und Diplomatiker. Bresslau zählt zu den bedeutendsten Mediävisten im wilhelminischen Kaiserreich.

## Leben und Werk
Harry (auch Heinrich) war ein begabter Schüler und interessierte sich seit seiner Kindheit besonders für Geschichte. Schon als Schüler gab er jüngeren Kameraden in verschiedenen Fächern Nachhilfeunterricht. Sein Vater Abraham Heinrich Breßlau (1825–1886) wanderte 1866 in die USA aus und wurde Redakteur bei der New Yorker Staats-Zeitung, nachdem die Familie infolge der preußischen Annexion Hannovers nach dem Deutschen Krieg ihr gesamtes Vermögen verloren hatte.
Harry studierte ab 1866 an den Universitäten Göttingen und Berlin zuerst Rechtswissenschaften, deren Veranstaltungen er aber kaum besuchte, dann Geschichte. Während des Studiums, das er in nur sechs Semestern abschloss, beschäftigte er sich zusätzlich intensiv mit romanischer Philologie, einem damals noch jungen Studienfach, und arbeitete als Erzieher im Auerbachschen Waisenhaus in Berlin, um sein Studium zu finanzieren. Seine wichtigsten Lehrer waren Johann Gustav Droysen und Leopold von Ranke, dessen Assistent er wurde. Zu seinen mediävistischen Lehrern gehörte auch Philipp Jaffé, der 1862 als erster Jude in Preußen mit großen Schwierigkeiten außerordentlicher Professor an der Berliner Friedrich-Wilhelms-Universität geworden war, worin ihm Bresslau nachfolgen sollte. 1869 promovierte Harry Bresslau an der Göttinger Universität bei Rankes Schüler Georg Waitz über die Kanzlei Kaiser Konrads II. Während des Deutsch-Französischen Krieges erhielt er 1870 aufgrund des kriegsbedingt in Berlin herrschenden Lehrermangels eine Lehrerstelle und unterrichtete Englisch und Französisch an der Andreasschule im Osten der Stadt (dem späteren Andreas-Realgymnasium). Im April 1871 trat er eine gut dotierte Stellung als Oberlehrer am Frankfurter Philanthropin an, einer jüdischen höheren Schule. Die Schulferien nutzte er für Forschungsreisen in süddeutsche Archive. Nach einem Jahr kehrte er auf Drängen seiner Berliner Lehrer in die preußische Hauptstadt zurück, da dort dringender Bedarf an Hochschullehrern im Fach Geschichte bestand. Als Habilitationsschrift legte er eine umfangreiche Edition von Kaiser- und Königsurkunden vor, an der er bereits zuvor gearbeitet hatte. Damit wurde er Anfang Juni 1872 als Privatdozent von der Fakultät zugelassen. Im August übernahm er zusätzlich wiederum die Lehrerstelle an der Andreasschule, die er bis zu seiner Berufung zum Universitätsprofessor im Jahr 1877 parallel zu seiner Dozententätigkeit an der Universität beibehielt.
1874 heiratete er Caroline Isay („Carry“; 1853–1941), die er als 18-Jährige in Trier kennengelernt hatte. Das Paar wohnte in Berlin und versorgte in seinem Haushalt auch die beiden noch minderjährigen Geschwister Harrys, Clara und Ludwig, sowie zwei ebenfalls verwaiste Neffen Carrys. Fünf Tage vor der Geburt des ersten eigenen Kindes am 10. Juli 1877 erhielt Harry Bresslau an der Berliner Universität eine Anstellung als außerordentlicher Professor, um die er sich zwei Jahre lang beworben hatte. Als ungetauftem Juden blieb Bresslau der Weg zu einer ordentlichen Professur in Preußen versperrt. Zeitweilig lebten bis zu fünf Gastkinder bei der jungen Familie, die 1879 in eine größere Wohnung umzog.
Nach dem Erstgeborenen Ernst († 1935), der ein bekannter Zoologe wurde, kam 1879 Bresslaus Tochter Helene zur Welt, die 1912 Albert Schweitzer heiratete. Das jüngste Kind des Ehepaares, der 1883 geborene Hermann Bresslau, wurde Mathematiker; er starb schon 1913 im Alter von 29 Jahren an einer Blinddarmentzündung. 1886 ließen die Eltern alle drei Kinder evangelisch taufen, wiewohl sie selbst ungetauft blieben.
Bresslau war staatstreu und nationalliberal gesinnt und fühlte sich dem Deutschtum zutiefst verbunden. Als Befürworter der Judenassimilation verfasste er im Jahre 1880 im Berliner Antisemitismusstreit eine Streitschrift Zur Judenfrage gegen Heinrich von Treitschke, der seit 1879 in Schriften und Vorlesungen gegen eine angeblich drohende Überfremdung und Unterwanderung des christlich-preußischen Staatswesens durch jüdische Einwanderung polemisierte. Obwohl Bresslau als außerordentlicher Professor keine gesicherte Existenz besaß, widersprach er damit noch vor dem Eingreifen Theodor Mommsens in die Debatte als bis dahin renommiertester jüdischer Verteidiger den Argumenten seines älteren und angeseheneren Berufskollegen, mit dem er 1878 in einem Wahlkomitee der Nationalliberalen Partei zusammengearbeitet hatte. Bresslau glaubte an die Möglichkeit der umfassenden Assimilation der deutschen Juden durch ein rückhaltloses Bekenntnis zur deutschen Nationalidee. Treitschke, der ihn trotz seiner judenkritischen Einstellung schätzte, bezeichnete Bresslaus Kritik in seiner Erwiderung als Beispiel übergroßer Empfindlichkeit der Juden, nannte Harry Bresslau aber auch ein Beispiel für die Möglichkeit gelingender Judenassimilation, die er in seinen übrigen Beiträgen jedoch skeptisch beurteilte und damit antisemitischen Ressentiments im preußischen Bürgertum Vorschub leistete.
Seit 1877 war Bresslau für die Monumenta Germaniae Historica tätig, seit 1888 in deren Zentraldirektion. Für die Diplomata-Reihe der Monumenta edierte er die Urkunden Heinrichs II. (Teil 1: 1900, Teil 2: 1903) und Konrads II. (1909). Bresslaus Handbuch der Urkundenlehre für Deutschland und Italien (2., erweiterte Auflage Leipzig 1912) ist ein bis heute unersetztes Standardwerk der mittelalterlichen Diplomatik. Zum hundertjährigen Geburtstag der Monumenta 1919 schrieb Bresslau eine Abhandlung über deren Geschichte (Geschichte der Monumenta Germaniae Historica, Hannover 1921, Nachdruck Hannover 1976), was seine letzte Buchveröffentlichung wurde. Als Doktorvater betreute Bresslau fast 100 Dissertationen. Bresslau gilt als hervorragender Vertreter der positivistischen Wissenschaftsauffassung und bedeutendster Nachfolger der durch Theodor von Sickel und Julius von Ficker begründeten neuen Methode der Diplomatik, der Hilfswissenschaft von der Prüfung und Auswertung historischer Urkunden. Studienreisen zu diesem Hauptforschungsgebiet und besonders den ihm übertragenen Jahrbüchern Konrads II. führten ihn nach Italien und in die westlichen Länder Europas.
Unter Bresslaus Vorsitz wurde 1885 beim Israelitischen Gemeindebund die Historische Kommission für die Geschichte der Juden in Deutschland gegründet. Nach dem Vorbild der Monumenta Germaniae Historica und der Historischen Kommission bei der Bayerischen Akademie der Wissenschaften sollte das einschlägige Quellenmaterial aufgesucht und für die Forschung nutzbar gemacht werden. Bresslau verhinderte die Zuwahl des populären jüdischen Historikers Heinrich Graetz, weil er glaubte, dessen Anerkennung als Geschichtsschreiber des Gemeindebundes würde das Verhältnis zwischen Juden und Christen gefährlich belasten. Graetz hatte eine Art der judeozentrischen Geschichtsanschauung entwickelt, die im Antisemitismusstreit von nationalistischer Seite scharf kritisiert worden war. Die Historische Kommission gab bis 1892 die Zeitschrift für die Geschichte der Juden in Deutschland heraus.
1890 folgte Bresslau einem Ruf nach Straßburg im damaligen Reichsland Elsass-Lothringen, wo er bis 1912 eine ordentliche Professur für Geschichte an der Kaiser-Wilhelms-Universität innehatte. Dort entfaltete er eine umfassende Lehr- und Forschungstätigkeit und profilierte sich als nationalliberaler Vorkämpfer des Deutschtums. Für das akademische Jahr 1904/05 wurde er zum Rektor der Universität gewählt und übte damit als erster Jude in Deutschland ein solches akademisches Amt aus, was damals für Aufsehen sorgte. Von 1907 bis 1909 war Bresslau Vorsitzender des deutschen Historikerverbandes.
Als 1904 der Akademisch-Historische Verein in Berlin, dem Bresslau 25 Jahre lang angehört hatte, sich in eine farbentragende Verbindung „Holsatia“ umwandelte und Bresslau um weitere Mitarbeit bat, lehnte dieser schroff ab. Die Holsatia hatte eine Eintrittssperre für jüdische Studenten verhängt. Die Sängerverbindung Arion Straßburg (nach 1918 Alt-Straßburg Freiburg) im Sondershäuser Verband, der auch seine Söhne angehörten, verlieh Bresslau die Ehrenmitgliedschaft.
Nach dem Zeugnis seiner Studentin Elisabeth Abegg, die von 1909 bis 1912 bei ihm hörte, hatte sich Harry Bresslau gegen Ende seiner Straßburger Zeit vom Judentum entfernt, lehnte einen Übertritt zum Christentum aus rein sozialen Gründen, um dadurch Vorteile zu erlangen, aber für sich ab.
Als Elsass-Lothringen nach dem Ersten Weltkrieg wieder französisch wurde und fast alle an der Universität lehrenden Reichsdeutschen das Elsass sofort freiwillig verließen oder ausgewiesen wurden, beschloss Bresslau entgegen dem Rat seiner Kinder, in Straßburg zu bleiben, und weigerte sich, „freiwillig aus dem Lande zu weichen“. Von den französischen Behörden als pangermaniste militant („militanter Alldeutscher“) eingestuft (was ihn selbst empörte) und ultimativ zur Abreise aufgefordert, musste er dem Druck Anfang Dezember 1918 nachgeben und die Stadt unter demütigenden Umständen zu Fuß und unter dem Spott deutschfeindlicher Demonstranten verlassen. Er zog zusammen mit seiner Frau zunächst zu deren Verwandten nach Hamburg. Die Ausweisung aus Straßburg, das er als seine zweite Heimat betrachtet hatte, bedeutete für ihn ein bleibendes Trauma.

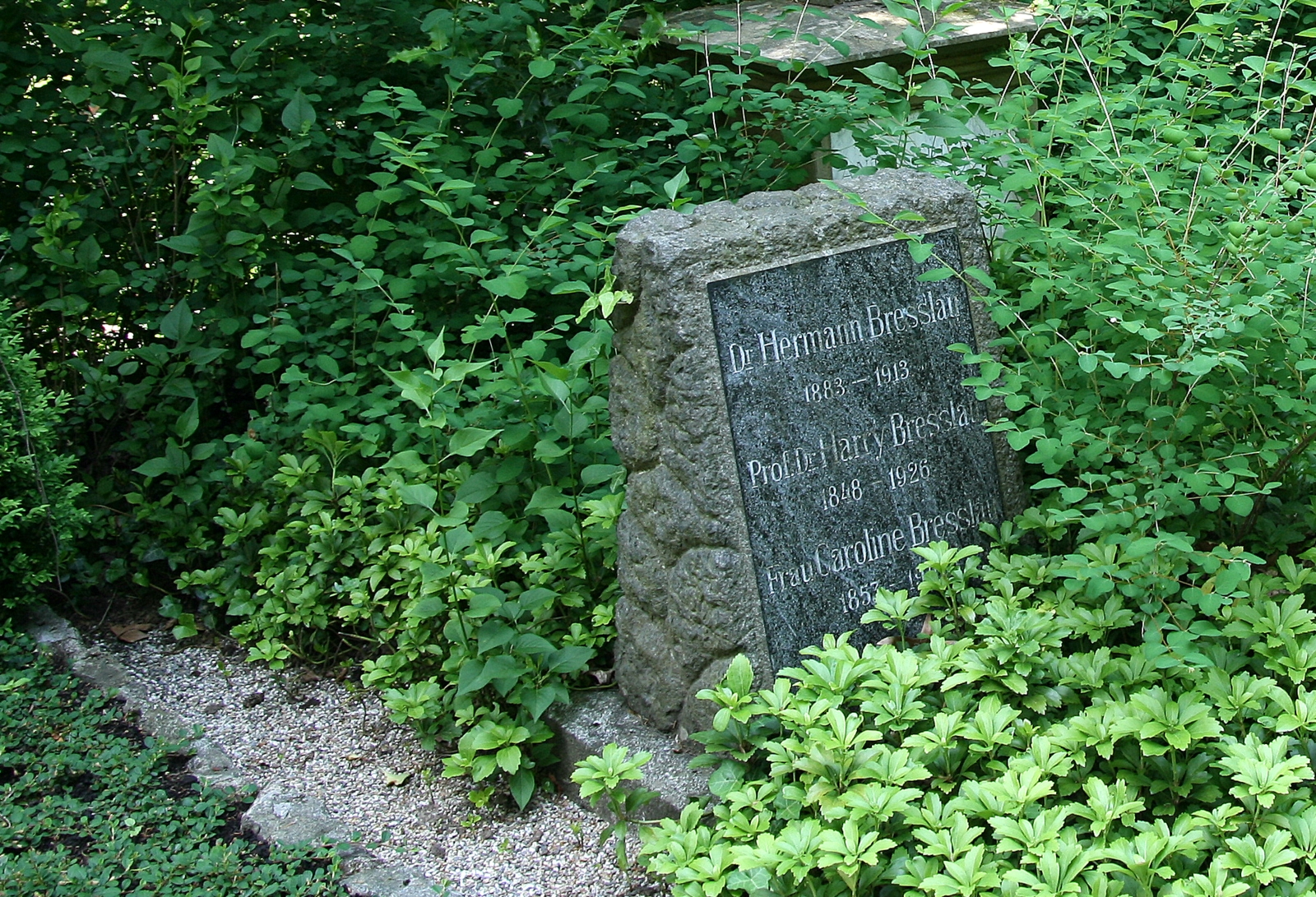
Grab Bresslaus in Heidelberg

Bresslau verbrachte seine letzten Jahre in Heidelberg und blieb bis kurz vor seinem Tod 1926 wissenschaftlich aktiv. Von 1923 bis 1926 wurde Percy Ernst Schramm Bresslaus Assistent und arbeitete mit ihm an Editionsvorhaben der Monumenta Germaniae Historica. Der Tod im Alter von 78 Jahren ersparte dem Gelehrten das Schicksal seiner Frau, die wie die meisten noch lebenden assimilierten Juden dieser Generation hochbetagt den Schikanen der Judenverfolgung im Dritten Reich ausgesetzt war.
Harry Bresslau war Gründungsmitglied der 1906 errichteten Straßburger Wissenschaftlichen Gesellschaft (heute Wissenschaftliche Gesellschaft an der Johann Wolfgang Goethe-Universität zu Frankfurt am Main) und von 1911 bis 1926 deren Vorsitzender. Nach der Ausweisung aus Straßburg kämpfte er erfolgreich um den Zusammenhalt der Gesellschaft, die zunächst nach Heidelberg übersiedelte.
In Berlin-Steglitz wurde am 21. November 2008 der Harry-Bresslau-Park neben der Treitschkestraße nach ihm benannt.

## Schriften (Auswahl)
- Zur Judenfrage. Sendschreiben an Herrn Prof. Dr. Heinrich von Treitschke. 2. Auflage mit einem Nachwort. Ferdinand Dümmlers Verlagsbuchh., Harrwitz & Gossmann, Berlin 1880. Digitalisat.
- Handbuch der Urkundenlehre für Deutschland und Italien. 2 Bände, Veit & Co., Berlin 1889, 2. Auflage, 2 in 3 Bände, Band 1 und 2/1 ebenda 1912 bzw. 15, Band 2/2, de Gruyter, Berlin 1931 (Nachdruck der 2. Auflage. Leipzig 1968–1969). Digitalisat (Bd. 1, 2. Auflage) Digitalisat (Bd. 2/1, 2. Auflage) Digitalisat (Bd. 2/2, 2. Auflage).
- (Hrsg.) Die Werke Wipos, Hahnsche Buchhandlung, Hannover 1915.
- Geschichte der Monumenta Germaniae historica. Im Auftrag ihrer Zentraldirektion, Hahnsche Buchhandlung, Hannover 1921.
- Severinus von Monzambano (Samuel von Pufendorf): Über die Verfassung des Deutschen Reiches. Verdeutscht und eingeleitet von H. Breßlau. R. Hobbing, Berlin 1922.
- Die ältere Salzburger Annalistik, de Gruyter in Komm., Berlin 1923. Digitalisat.